# Бадьяновое масло
Бадьяновое масло — эфирное масло, извлекаемое из плодов бадьяна звёздчатого (Illicium verum), который в естественных условиях растёт в Индонезии, Китае, Вьетнаме и Японии.

## Свойства
Бадьяновое масло — подвижная бесцветная или желтоватая жидкость (при охлаждении — белая кристаллическая масса) с запахом анетола и сладким вкусом.
| tзаст., °С | tвсп, °С | tсвспл, °С | tзаст., °С | {\displaystyle {\mbox{d}}_{20}^{20}} | {\displaystyle [{\mbox{n}}]_{\mbox{D}}^{20}} | ЛД50, г/кг                                           |
| ---------- | -------- | ---------- | ---------- | ------------------------------------ | -------------------------------------------- | ---------------------------------------------------- |
| +15 — +17  | +93      | +417       | +78 — +114 | 0.975 — 0,979                        | 1,522 — 1,554                                | 2,57±0,45 (крысы, перорально) > 5 (кролики, на коже) |

## Состав
В состав масла входят анетол (более 80 %), метилхавикол, мирцен, α- и β-фелландрены, терпинолен, (-)-лимонен, α- и β-пинены, 3-карен, камфен, α-копаен, цис- и транс-α-бергамотены, β-кариофиллен, β-бисаболен, β-фарнезен, α-терпинеол, (-)-линалоол, терпинен-4-ол, фарнезол, неролидол, цинеол, сафрол, монометиловый и моноэтиловый эфиры гидрохинона, анискетон, оксид анетола, пальмитиновая, тиглиновая и бензойная кислоты и другие компоненты

## Получение
Получают из измельчённых плодов путём отгонки с паром, выход масла до 9 %.
Основные производители — Вьетнам и Китай.

## Применение
Применяют в отдушках для зубных паст и порошков аналогично анисовому маслу, входит в состав некоторых фармацевтических препаратов, кондитерских и ликёро-водочных изделий; используется для получения анисового альдегида.
Используется в качестве ароматизатора при изготовлении безалкогольных напитков, кондитерских изделий, как компонент парфюмерных композиций, отдушек для мыла и косметических изделий.